# Isoleon amseli
Isoleon amseli är en insektsart som först beskrevs av Hölzel 1967.  Isoleon amseli ingår i släktet Isoleon och familjen myrlejonsländor. Inga underarter finns listade i Catalogue of Life.